# Relicário (álbum)
Relicário (também conhecido como Relicário – As Canções Que o Nando Fez Pra Cássia Cantar)  é uma coletânea lançada em 2011 com músicas da cantora brasileira Cássia Eller, compostas por Nando Reis, sendo algumas inéditas, como "Baby Love", sobra de estúdio do disco Com Você... Meu Mundo Ficaria Completo, de 1999, que conta com a participação do filho de Cássia, Chico Chico tocando percussão. "As Coisas Tão Mais Lindas" e "Um Tiro no Coração", ambas em dueto com Nando Reis. Gilberto Gil canta com Cássia na faixa "Fiz o que Pude / Chororô".

## Faixas
| N.º | Título                                                              | Compositor(es)                    | Duração |  |
| 1.  | "All Star"                                                          | Nando Reis                        | 3:20    |  |
| 2.  | "Meu Mundo Ficaria Completo (Com Você)"                             | Reis                              | 4:09    |  |
| 3.  | "O Segundo Sol"                                                     | Reis                              | 4:12    |  |
| 4.  | "Luz dos Olhos"                                                     | Reis                              | 4:10    |  |
| 5.  | "Relicário" (com Nando Reis)                                        | Reis                              | 3:49    |  |
| 6.  | "No Recreio"                                                        | Reis                              | 3:45    |  |
| 7.  | "Baby Love" (Inédita) (com Chico Chico)                             | Reis                              | 3:33    |  |
| 8.  | "As Coisas Tão Mais Lindas" (Versão Original)                       | Reis                              | 3:39    |  |
| 9.  | "E.C.T."                                                            | Carlinhos Brown Marisa Monte Reis | 3:43    |  |
| 10. | "Infernal"                                                          | Reis                              | 3:17    |  |
| 11. | "Um Tiro no Coração" (Inédita) (com Nando Reis)                     | Reis                              | 4:02    |  |
| 12. | "Nenhum Roberto" (com João Barone, Bi Ribeiro, Frejat e Nando Reis) | Reis                              | 2:36    |  |
| 13. | "Fiz o que Pude / Chororô" (com Gilberto Gil)                       | Reis                              | 3:28    |  |
| 14. | "As Coisas Tão Mais Lindas" (Inédita) (com Nando Reis)              | Reis                              | 2:59    |  |